# Sidaohezi (köpinghuvudort i Kina, Xinjiang Uygur Zizhiqu, lat 44,69, long 85,70)
Sidaohezi (kinesiska: 四道河子, 四道河子镇) är en köpinghuvudort i Kina. Den ligger i den autonoma regionen Xinjiang, i den nordvästra delen av landet, omkring 180 kilometer nordväst om regionhuvudstaden Ürümqi. Antalet invånare är 13 877. Befolkningen består av 6 377 kvinnor och 7 500 män. Barn under 15 år utgör 15,0 %, vuxna 15-64 år 75 %, och äldre över 65 år 8,0 %.
Runt Sidaohezi är det glesbefolkat, med 16 invånare per kvadratkilometer. Sidaohezi är det största samhället i trakten. Trakten runt Sidaohezi består i huvudsak av gräsmarker.
Genomsnittlig årsnederbörd är 254 millimeter. Den regnigaste månaden är juli, med i genomsnitt 38 mm nederbörd, och den torraste är oktober, med 12 mm nederbörd.